# Жозе Мартин Рибейру
Жозе Мартин Рибейру (укр. Жозе Мартін Рібейру; род. 5 апреля 2003) — украинский футболист, полузащитник эстонского клуба «Харью».

## Биография
Родился в семье бразильца и украинки. Выступал в Детско-юношеской футбольной лиге Украины за донецкий «Шахтёр» (2016—2017), «Арсенал-Киев» (2017) и УФК Днепр (2017—2020).
В январе 2020 года 16-летний Рибейру подписал свой первый контракт с киевским «Динамо», где играл за юношеский и молодёжный состав. Проведя год в стане киевлян Рибейру перешёл в «Колос» из Ковалёвки. В дебютной игре за молодёжный состав до 21 года он отличился голом в ворота львовского «Руха» (2:3). Летом 2022 года Жозе Мартин Рибейру покинул «Колос», переехав в Бельгию, где играл на любительском уровне.
Первую половину 2024 года провёл в стане литовского клуба ДФК Дайнава. Свой единственный матч в чемпионате Литвы украинец провёл 22 июня 2024 года во встрече против «Паневежиса» (0:2). Летом 2024 года он переехал в соседнюю Эстонию, присоединившись к «Харью», которому помог завоевать победу в Первой лиге Эстонии по окончании сезона.

## Достижения
- Победитель Первой лиги Эстонии: 2024